# 城山町 (豊橋市)
城山町（しろやまちょう）は、愛知県豊橋市の地名。

## 地理
豊橋市南西部に位置する。東は向草間町、西は駒形町、南は松井町、北は一色町に接する。

## 歴史

### 地名の由来
中世には草間城があったことによる。

### 人口の変遷
国勢調査による人口および世帯数の推移。
| 1995年（平成7年）  | 257世帯 597人 |  |
| 2000年（平成12年） | 266世帯 566人 |  |
| 2005年（平成17年） | 255世帯 528人 |  |
| 2010年（平成22年） | 250世帯 481人 |  |
| 2015年（平成27年） | 99世帯 210人  |  |

### 沿革
- 1965年（昭和40年） - 豊橋市向草間町の一部により、同市城山町が成立[2]。

## 施設
- 豊橋市営城山住宅[1]
- 城山団地[1]

### WEB
1. ↑  “愛知県豊橋市の町丁・字一覧”.   人口統計ラボ. 2023年4月13日閲覧。
2. ↑  総務省統計局 (2017年1月27日). “平成27年国勢調査の調査結果(e-Stat) - 男女別人口及び世帯数 －町丁・字等” (CSV). 2021年7月21日閲覧。
3. ↑  “愛知県豊橋市の郵便番号一覧”.   日本郵便. 2023年4月13日閲覧。
4. ↑  “市外局番の一覧” (PDF).   総務省 (2022年3月1日). 2022年3月22日閲覧。
5. ↑  総務省統計局 (2014年3月28日). “平成7年国勢調査の調査結果(e-Stat) - 男女別人口及び世帯数 －町丁・字等” (CSV). 2021年7月20日閲覧。
6. ↑  総務省統計局 (2014年5月30日). “平成12年国勢調査の調査結果(e-Stat) - 男女別人口及び世帯数 －町丁・字等” (CSV). 2021年7月20日閲覧。
7. ↑  総務省統計局 (2014年6月27日). “平成17年国勢調査の調査結果(e-Stat) - 男女別人口及び世帯数 －町丁・字等” (CSV). 2021年7月21日閲覧。
8. ↑  総務省統計局 (2012年1月20日). “平成22年国勢調査の調査結果(e-Stat) - 男女別人口及び世帯数 －町丁・字等” (CSV). 2021年7月21日閲覧。
9. ↑  総務省統計局 (2017年1月27日). “平成27年国勢調査の調査結果(e-Stat) - 男女別人口及び世帯数 －町丁・字等” (CSV). 2021年7月21日閲覧。

### 書籍
1. 1 2 3 4  「角川日本地名大辞典」編纂委員会 1989, p. 1788.
2. 1 2  「角川日本地名大辞典」編纂委員会 1989, p. 703.